# 倉田重夫
倉田 重夫（くらた しげお）は、日本の植物学者でウツボカズラ属 Nepenthes の分類で業績を残した。1960年代から1970年代に多くの種を分類した。1976年にNepenthes of Mount Kinabaluを著した。Nepenthes kurata は、倉田への献名である。
倉田は、N. campanulata、N. eymae、N. mindanaoensis、N. peltata、N. rhombicaulis、N. saranganiensisを含むウツボカズラ属の多くの種を記載した。また、後にチャールズ・クラークが自然雑種であることを示したN. pyriformisも記載した。他に、倉田が命名した雑種には、N. × ferrugineomarginata、N. × kinabaluensis、N. × kuchingensis等がある。